# Суни, Рональд Григор
Ро́нальд Гри́гор Су́ни (Сюни) (арм. Ռոնալդ Գրիգոր Սյունի, англ. Ronald Grigor Suny; род. 25 сентября 1940, Филадельфия, Пенсильвания) — американский историк, заслуженный профессор (Distinguished professor) политической и социальной истории кафедры им. Уильяма Сюэлла Младшего в Мичиганском университете, эмерит-профессор политологии и истории Чикагского университета. С 2009 по 2012 директор Института исторических исследований Айзенберга.
Начав свою карьеру в качестве младшего профессора в Оберлинском колледже, Суни стал первым профессором кафедры им. Алекса Манукяна по современной армянской истории в Мичиганском университете. Он также занимал пост председателя Общества армянских исследований (SAS) в 1981 и 1984 годах. Суни был избран президентом Американской ассоциации содействия развитию славянских исследований (англ. AAASS) в 2005 году и в 2013 году получил награду за выдающийся вклад в славянские, восточноевропейские и евразийские исследования от Ассоциации славянских, восточноевропейских и евразийских исследований (англ. ASEEES).
Суни был присужден грант Национального фонда гуманитарных наук (1980—1981), Мемориальная стипендия им. Джона Саймона Гуггенхайма (1983—1984) и грант на исследования в рамках программы по глобальной безопасности от Фонда Джона Д. и Кэтрин Т. Макартур (1998—1999). Суни дважды был научным сотрудником Центра перспективных исследований в области поведенческих наук в Стэнфорде (2001—2002, 2005—2006). Он также был стипендиатом Берлинской премии 2013 года в Американской академии в Берлине. Лауреат Дойчеровской мемориальной премии (2021).
Суни является главным редактором 3-го тома «Кембриджской истории России».

## Биография
Суни родился в Филадельфии. Он окончил Суортмор-колледж в 1962 году и защитил докторскую диссертацию в Колумбийском университете в 1968 году, где его учителями были выдающийся историк Нина Гарсоян, историк имперского периода России Марк Рафф и новаторский историк социал-демократического и рабочего движения Леопольд Х. Хаймсон. Его областями исследований являются Советский Союз и постсоветская Россия, национализм, этнические конфликты, роль эмоций в политике, Южный Кавказ и российская/советская историография.
Является внуком армянского композитора Григора Мирзаяна Сюни.
Он был первым руководителем факультета новой армянской истории имени Алекса Манукяна в Чикагском университете (1981—1995), где основал и был руководителем программы армянских исследований.
Интерес Суни к российской и советской истории, а также истории Южного Кавказа (Армении, Азербайджана и Грузии) развился благодаря рассказам его отца, Гуркена (Джорджа) Суни (1910—1995), о том, как тот рос в Тифлисе (Тбилиси) до и во время Русской революции. Хотя его отец, рабочий химчистки и руководитель армянского хора, не занимался политикой, он с участием относился к построению социализма в Советском Союзе. Мать Суни, Аракс Кездекян Суни (1917—2015), была домохозяйкой и занималась семейным бизнесом. Она посоветовала Суни стать историком, а не актёром.

## Исследования
Суни впервые отправился в СССР осенью 1964 года со своим дядей Рубеном Суни и посетил Ереван и Москву, а также три города, где у него были дальние родственники со стороны отца — Баку, Ленинград и Ташкент. В 1965 году он провел десять месяцев в Москве и Ереване по официальной программе культурного обмена между США и СССР, работая над своей диссертацией о революции 1917—1918 годов в Баку.
Продолжительный интерес Суни к так называемому «национальному вопросу» был пробужден его впечатлениями на Кавказе и проницательностью его советского друга, журналиста Вагана Мкртчяна, который указал, что советская национальная политика скорее создала, чем разрушила национальное сознание и сплоченность у нерусских народов. Этот подход радикально отличался от традиционного взгляда западных социологов во время холодной войны, которые утверждали, что нерусские народы были подвержены «уничтожающим нацию» репрессиям и русификации.
В 1980-х и 1990-х годах модернистское, конструктивистское понимание создания наций постепенно становилось более приемлемым в академических кругах. Суни развил этот подход в серии статей и более поздних лекций в 1991 году в Стэнфордском университете, которые были пересмотрены и опубликованы в его книге «Месть прошлого: национализм, революция и распад Советского Союза» (Stanford University Press, 1993). Этот новый, анти-примордиалистский, подход стал базовым в исследованиях советских национальностей.
С 2016 года является одним из двух главных редакторов серии «Imperial Transformations — Russian, Soviet and Post-Soviet History» издательства «Раутледж».

## Критика в Армении
Ряд историков и публицистов в Армении, в частности Армен Айвазян, обвиняет ведущих западных арменоведов, в том числе и Суни, в преднамеренной фальсификации истории Армении по заданию правительства США. Зорий Балаян считает работу Суни «Взгляд на Арарат: Армения в новой истории» «пасквилем».
В 1997 году после выступления на конференции в Американском университете Армении Суни был обвинён с националистических позиций некоторыми армянскими историками и СМИ в отсутствии армянского патриотизма и использовании недостоверных данных о преобладании в прошлом неармянского мусульманского населения в Ереване (согласно самому Суни, это данные официальных российских переписей и из работ Джорджа Бурнутяна и Ричарда Ованисяна).